# Nikolaj Vladimirovič Davidov
Nikolaj Vladimirovič Davidov (rusko Никола́й Влади́мирович Давы́дов), ruski general, * 1773, † 1823.
Bil je eden izmed pomembnejših generalov, ki so se borili med Napoleonovo invazijo na Rusijo.
Njegov portret je bil eden izmed 13, ki niso bili nikoli izdelani za Vojaško galerijo Zimskega dvorca.

## Življenje
Leta 1779 je vstopil v Izmailovski polk; leta 1784 je bil povišan v vodnika in naslednje leto je bil kot ritmojster premeščen v konjeniški polk. 1. januarja 1793 je bil povišan v korneta in 21. septembra 1801 v polkovnika. 
27. junija 1807 je postal šef Moskovskega dragonskega polka, s katerim se je bojeval v bitki pri Austerlitzu ter v kampanji 1806-07. 
Med patriotsko vojno je poveljeval temu polku ter tudi 6. brigadi 2. konjeniškedivizije; za zasluge je bil 18. julija 1813 povišan v generalmajorja. 
25. decembra 1815 se je upokojil zaradi vojnih ran.